# Gymnobela abyssorum
Gymnobela abyssorum là một loài ốc biển, là động vật thân mềm chân bụng sống ở biển trong họ Conidae, họ ốc cối.